# 玛丽亚姆·迈赫迪
玛丽亚姆·曼苏拉·萨迪克·西迪克·迈赫迪（阿拉伯语：مريم المنصورة الصادق الصديق المهدي；1965年—）是苏丹政治人物，担任乌玛党领导人。她于2021年2月11日起担任苏丹外交部长，直至2021年11月22日辞职。她是反对派领导人及苏丹前总理萨迪克·马赫迪的女儿，蘇丹宗教改革家穆罕默德·艾哈邁德·馬赫迪的玄孙女，也是该党中央机构成员。

## 早年生活
迈赫迪于1965年出生在蘇丹恩图曼，她加入了乌玛党并最终在党内担任领导职务。她于1991年在约旦大学获得普通医学学士学位，随后于1995年在利物浦热带医学院取得热带儿科医学学位。1990年代中期，她在苏丹的儿童医院担任全科医生，行医六年。她于2006年在恩图曼的艾哈法德女子大学获得发展与性别问题的高等文凭，随后又在2013年于苏丹尼兰大学获得法学学士学位。

## 政治生涯
2019年1月30日，反对派政党乌玛党宣布，其副主席迈赫迪被安全部门逮捕。根据该党领导人的说法，迈赫迪是在其位于喀土穆的家中被捕的。此次逮捕发生在自2018年12月19日以来苏丹全国抗议活动的背景下，紧随政府决定释放政治犯之后。迈赫迪次日被释放，此次拘留仅持续了数小时。她于2019年3月10日再次被捕并被判处一周监禁，但在三天后即获释。她强调，将苏丹从美国“支持恐怖主义的国家”名单中移除至关重要，但拒绝将其与苏丹与以色列的关系正常化协议挂钩。

## 外交部部长
2021年2月11日，迈赫迪在阿卜杜拉·哈姆杜克政府中出任苏丹外交部长，成为继阿斯玛·穆罕默德·阿卜杜拉之后第二位担任该职务的女性。
在2021年10月苏丹政变发生后，《金融时报》将迈赫迪评为“2021年度最具影响力的25位女性”之一，并称她是“军方最直言不讳的批评者之一，也是所有走上街头、呼吁变革的女性代言人”。政变发生两天后，美国国务卿安东尼·布林肯与迈赫迪通话，表达了美方对军事政变的谴责，并呼吁立即释放被拘押的文职领导人。2021年11月22日，迈赫迪与其他11位部长一起辞职，以抗议总理哈姆杜克与苏丹武装部队司令、过渡主权委员会主席阿卜杜勒·法塔赫·布尔汉之间所达成的政治协议，随后她将该协议称为苏丹民主过渡进程的“倒退”。